# عبدالمحمود عبداللهی
عبدالمحمود عبداللهی «یا محمود عبداللهی» (زاده ۱۳۲۶ در اصفهان)، نویسنده، محقق، عضو هیئت رئیسه جامعه مدرسین حوزه علمیه قم و شورای عالی حوزه‌های علمیه و نماینده پیشین مجلس خبرگان رهبری از استان اصفهان است.

## تحصیلات، تدریس و فعالیتها
وی اسفار را نزد جوادی آملی و کلام را نزد محمد شاه آبادی آموخت. از درس خارج شریعتمداری، منتظری، اراکی و میرزا هاشم آملی و به‌طور عمده مرتضی حائری بهره برد. همچنین از درس تفسیر خزعلی بهره برد. و خود نیز به تدریس تفسیر اشتغال داشت و در تدوین تفسیر نمونه همکاری داشت. قبل از انقلاب با جامعه مدرسین حوزه علمیه قم همکاری سیاسی مبارزاتی داشت و در شهرهای مختلف به تبلیغ مشغول بود.

## سوابق
- عضو مجلس خبرگان رهبری (وی در نتایج انتخابات مجلس خبرگان رهبری (۱۳۹۴)، با گرایش اصولگرایی و با فهرست انتخاباتی جامعتین، در حوزه استان اصفهان با کسب ۴۹۱٬۹۷۴ رای از مجموع ۱٬۹۷۶٬۰۶۱ رای برابر با ۲۴٫۹۰٪ در جایگاه پنجم وارد دوره پنجم مجلس خبرگان رهبری شد. پیش از این نیز عبداللهی نماینده دوره چهارم مجلس خبرگان رهبری و عضو مجمع مشورتی فقهی شورای نگهبان بوده است.[۳])
- حاکم شرع دادگاه انقلاب اهواز در سالهای ۶۰–۵۸ و نیز دادگاه ارتش و سپاه در تهران
- حاکم شرع دادگاه عالی قم ـ
- عضویت در شورای سیاستگذاری صدا و سیما ـ
- عضویت در شورای مشورتی فقهی شورای نگهبان ـ
- عضویت در شورای عالی حوزه علمیه قم
- تدریس در حوزه علمیه قم[۵]

## آثار
- شرکت در تألیف تفسیر نمونه،
- شرکت در تألیف تفسیر موضوعی پیام قرآن،
- توحید و توسل،[۶]